# Varningsmärken
Varningsmärken är en typ av vägmärken som ska varna trafikanterna. Varningsmärken är i Europa utom Irland triangelformade med röd ram och vit eller gul bakgrund och har en symbol mitt i märket som varnar trafikanterna för vad som kan vara faran.

## Allmänt

och
(använde tidigare)
(använde tidigare)

Vägmärken i Europa följer en viss enhetlig standard (FN:s konvention om vägmärken och signaler). Vissa skillnader kan dock förekomma mellan olika länder. Märkena i denna artikel visar de svenska märkena, men skillnaden mot andra europeiska länder är ganska liten. De som finns i konventionen finns i alla eller de flesta länder i Europa. 
En skillnad som finns är att varningsmärken och förbudsmärken har gul bakgrund i en del länder som t.ex. Sverige, Nordmakedonien, Grekland, Finland och Slovenien. I de flesta europeiska länder har båda vit bakgrund. I några länder som Grekland och Polen har varningsmärken gul bakgrund medan förbudsmärken har vit bakgrund. Även bl.a. Frankrike, Italien, Norge, Portugal och Spanien har börjat ha gul bakgrund vid tillfälliga ändringar, till exempel vägarbeten och vit annars. Färgen är en skillnad som betraktas som obetydlig eftersom symbolerna och formen på vägmärkena är densamma i alla länder.
De flesta europeiska länder har en triangel med röd ram. Ett väsentligt undantag inom Europa är Irland som har en gul kvadrat stående på ett hörn, tunn svart ram (◇, "ruter"), såsom i USA, och vissa avvikelser när det gäller symboler. Ruterformen och den mörkgula färgen är den vanliga också i Nord- och Sydamerika, i Australien, samt i delar av Asien, såsom i Japan och Thailand. Detta tillåts dock av FN:s konvention.
I övrigt förekommer det egna varningsmärken i vissa länder, och en del märken som står med i konventionen används inte överallt.
Avståndet mellan varningsmärket och faran kan variera då detta anpassas till den högsta tillåtna hastigheten.

## Typer av varningsmärken

### Farlig kurva
Dessa skyltar varnar om en farlig kurva, åt höger eller vänster. Kurvan är normalt ganska tvär och kan vara farlig om man inte sänker farten i den. De ska i princip finnas så fort det är olämpligt att hålla hastighetsgränsen exakt. Båda finns med i FN:s konvention, och används i stort sett alla länder i Europa. Pilen är bara svagt markerad i alla länder, utom i Irland som har USA-inspirerade ruterformade skyltar. Irland har två varianter med mer eller mindre skarp kurva, förutom höger- och vänstervarianterna.

Europa utom Irland, högerkurva.
Europa utom Irland, vänsterkurva.
Irland, extra skarp vänsterkurva.

### Flera farliga kurvor
Dessa skyltar varnar om flera farliga kurvor. Skylten visar riktningen på den första kurvan, höger eller vänster. Kurvorna är normalt ganska tvära och kan vara farliga om man inte sänker farten i dem. En tilläggstavla visar ofta en väglängd som kan vara många km för en liten kurvig väg. Båda skyltar finns med i FN-konventionen, och används i stort sett i alla länder i Europa.

### Brant lutning
Denna skylt varnar om en brant backe. Den vänstra varnar för en nedförsbacke och den högra för en uppförsbacke. Procentantalet varierar med olika lutning. I Sverige gäller att när vägen lutar 6 % eller mer (6 % = vägen stiger 6 meter på hundra meter) sätts varningsskylten oftast upp. Vissa längre brantare sträckor är dock inte alltid markerade. Rekommendationen är att man minskar farten före en nedförsbacke, eftersom bromssträckan blir längre. Om backen är längre bör man växla ner för att få mer motorbroms, eftersom bromsarna kan överhettas om de används mycket. Före en uppförsbacke kan man öka farten lite, och vara beredd växla ned om bilen inte orkar hålla farten.
Båda skyltar finns med i FN:s konvention, och används i många länder. En variant i vissa länder är man visar en bil i backen istället för ett procenttal, och procenttalet på en tilläggsskylt, till exempel i Norge och Polen. I andra länder som till exempel Finland och Frankrike visas en bil i backen och procenttalet i backen under bilen.
Några branta, långa backar är E6 vid Hallandsåsen, Riksväg 40 vid Jönköping och vid Huskvarna. I till exempel Norge är 10 % vanligt och i Alperna är 12 % vanligt.

### Avsmalnande väg
Dessa skyltar varnar om att vägen smalnar av. De kan visa att vägen smalnar av på båda sidor, endast på höger sida eller endast på vänster sida. Risken finns här att vägen kan bli smal och trång. De finns med i FN:s konvention, och används i många länder. Linjerna för vägkanten är krokiga i alla länder utom Irland, skylten längst till höger.

Smalnar på båda sidor.
Smalnar på höger sida.
Smalnar på vänster sida.
Irländsk skylt.

### Rörlig bro
Denna skylt varnar om att man snart kör över en bro som är rörlig, dvs öppningsbar. Här måste man vara beredd att stanna vid rött blinkande ljus för att vänta på att bron öppnas för en båt. Broöppningen kan ta tid, och det är lämpligt att stänga av motorn under tiden. 
Skylten finns med i FN:s konvention, där det också står att det kan finnas avståndsmarkeringar av den typ som brukar finnas för järnvägskorsningar. Sådana markeringar finns inte i Sverige, och är inte vanligt i andra länder heller.

### Kaj, strand eller färjeläge
Denna skylt varnar om att en kaj finns i närheten. Den kan också finnas vid en strand eller ett färjeläge. Skylten kan ofta förekomma vid en hamn. Man bör vara mycket försiktig eftersom risken finns att köra ner i vattnet. 
Skylten finns med i FN:s konvention, och finns i många länder i Europa, men inte alla.

### Ojämn väg, gupp
Denna skylt (som finns med i konventionen) varnar om att vägen är ojämn, d.v.s. där vägbeläggningen är i dåligt skick. I områden där det är mer vanligt med guppiga än oskadade vägbanor, så som Ådalen under tjällossningstid, används skylten som regel endast för mycket extrema gupp. Ibland används den för att varna för farthinder i form av konstgjorda gupp. Skylten används i de flesta länder i Europa inklusive Sverige, men saknas i vissa länder, till exempel Grekland.

### Farthinder
| Varianter av farthinder |  | Varianter av farthinder |
| Varianter av farthinder |  |                         |

I många länder finns märket "farthinder" istället för märket "ojämn väg" där det är farthinder. Märket finns med i FN:s konvention. Den har en ojämnhet på skylten istället för två. 
Det finns en variant i konventionen med en grop, som används i länder som har den typen av farthinder, till exempel finns den i Irland, Italien, Spanien och Sverige.

### Vägarbete
Denna skylt varnar för vägarbete längre fram på vägen och trafikanterna bör sänka farten och iaktta försiktighet. Vägarbetare kan ofta finnas på vägen och även vägen kan vara i ett skick att den kan vara farlig att köra på om man inte vidtar försiktighetsåtgärder.
I FN-konventionen står figuren som gräver med ryggen mot vänster (mot trafiken), och så har nästan alla länder i Europa. I Sverige är skylten spegelvänd. Den var "felvänd" även under den tid då det var vänstertrafik i Sverige, med ryggen åt vänster. Den spegelvändes i samband med högertrafikomläggningen, då ett antal svenska skyltar spegelvändes. 
Storbritannien, Cypern och Malta har vänstertrafik och vägarbetaren står där med ryggen åt höger på skylten (som i Sverige). Irland har en egen variant som också är spegelvänd.
I vissa länder har man gul bakgrund på denna och andra skyltar när de används vid vägarbeten, till exempel hastighetsbegränsning, och vit bakgrund i övrigt.

Sverige, Storbritannien, Cypern, Malta
Irland
Övriga Europa

### Slirig körbana
Denna skylt (som finns med i konventionen) varnar om att vägen som man trafikerar kan vara slirig. Det är oftast på vissa vägar där ny vägbeläggning läggs ut som denna skylt förekommer. Ny asfalt kan innebära sämre väggrepp och kan göra vägen slirigare. Denna skylt sätts däremot aldrig upp för att varna för hala vägar på vintern. Men finns på till exempel väderkartor.

### Isigt/Snöigt väglag
Denna skylt varnar för att det är isigt eller snöigt väglag på vintern. Skylten finns inte med i FN:s konvention, och inte heller i Sverige (eftersom det i hela landet är risk för is och snö på vintern). Den används i vissa länder där man inte är vana vid snö och is, och inte brukar ha vinterdäck. Den används i bl.a. Spanien, Storbritannien, Tyskland, Nederländerna och Polen. 

### Stenras
Dessa skyltar varnar om att det finns risk för stenras. Det finns varianterna med stenras från höger och från vänster, och båda stöds av FN-konventionen. De finns oftast i bergsskärningar. Det kan ligga stora stenar på vägen så man bör sänka farten.

### Stenskott
Denna skylt varnar om att det finns risk för stenskott på vägen. Det är oftast på vägar där ny vägbeläggning läggs ut som den förekommer. Skylten är med i FN-konventionen. Den finns i de flesta men inte alla länder i Europa. I länder med vänstertrafik är skylten spegelvänd.

### Svag vägkant
Detta är en skylt som finns med i FN-konventionen, och som används i vissa länder, som Danmark, Grekland, Italien, Polen, Ryssland, Spanien och Sverige. I länder med vänstertrafik är skylten spegelvänd. Skylten varnar för svag vägkant, som kan ge vika så man kör av vägen om man kör utanför asfalten. Det är särskilt stor risk för tunga fordon.

### Vägkorsning
Denna skylt varnar för en plats belägen längre fram där flera vägar korsar eller skär varandra, och är normalt uppsatt inom ett visst avstånd före en vägkorsning där sikten är skymd. Skylten finns med i FN-konventionen, och nästan alla europeiska länder. Konventionen tillåter varianter som visar tydligare hur korsningen ser ut, fortfarande med lika tjocka linjer, för att exempelvis undvika risk för att uppfatta den kommande korsningen som en X-formad vägkorsning när det i själva verket är en T-korsning.
Vid en korsning denna skylt varnar för har en fordonsförare i regel väjningsplikt enligt högerregeln mot fordon som närmar sig från höger, i Sverige såväl som de flesta andra europeiska länder utom Storbritannien, som ej har vänsterregeln trots vänstertrafik. Denna varningsskylt används sålunda ej i Storbritannien och Irland, där det enbart finns varningsskyltar om en vägkorsning där fordon som närmar sig från anslutande körbana har väjningsplikt.

### Vägkorsning där fordon på anslutande väg har väjningsplikt
Denna typ av varningsmärke varnar för en vägkorsning belägen längre fram, där fordonsförare som närmar sig från den anslutande körbanan har väjningsplikt - till skillnad från märket Varning för vägkorsning som i regel varnar för en korsning där fordonsförare har väjningsplikt enligt högerregeln. Båda typerna av varningsmärken finns med i FN-konventionen och räknas i vissa länder som väjningspliktsmärken. Detta varningsmärke är oftast uppsatt inom ett tillfredsställande avstånd före en skymd vägkorsning på en huvudled eller annars före en vägkorsning på en annan väg än huvudled, för att upplysa om att högerregeln är undantagen från just den kommande korsningen, och innebär att en fordonsförare, trots att det normalt är trafiksäkert att passera korsningen i tillåten hastighet, bör se till att vara tillräckligt beredd att sänka hastigheten eller stanna vid behov. Skylten, som alltid visar hur korsningen är utformad, består alltid av en bredare linje som visar den körbana som är som en huvudled, och minst en smalare linje som visar anslutande väg(ar).
Varianten, med en "svängande huvudled", infördes i Sverige år 2007, och finns sedan tidigare i Storbritannien och Irland, det sistnämnda landet har dock gula ruterformade varningsmärken. I Storbritannien och Irland, där den s.k. T-korsningsregeln gäller, används varianten "svängande huvudled" normalt vid vägkorsningar där "huvudleden" ej löper rakt fram, för att upplysa om undantag från den generella T-korsningsregeln, som (i vänstertrafik) innebär att svängande fordonsförare i en trevägskorsning har väjningsplikt mot fordon som närmar sig (på väg rakt fram) och, om två fordon båda svänger, mot vänstersvängande fordon eller högersvängande fordon som närmar sig från vänster.

Europa utom Irland (fyrvägskorsning)
Europa utom Irland ("svängande huvudled")
Irland

### Cirkulationsplats
Skyltarna varnar för en cirkulationsplats längre fram på vägen. Skylten är med i konventionen och används i många europeiska länder, men inte alla. Länder med vänstertrafik har denna skylt spegelvänd. I Irland gäller den högra skylten, i övriga europeiska länder den vänstra modellen med triangel.

### Trafiksignal
Denna skylt varnar om att en trafiksignal finns längre fram på vägen. Denna skylt förekommer oftast där trafiksignaler kan komma oförberett. Denna skylt är även den med i FN-konventionen, och finns i nästan alla europeiska länder.

### Korsning med spårväg
Denna skylt varnar om spårvagnar som antingen korsar vägen eller går på den gata man kör på. Det innebär att trafikanterna måste iaktta extra försiktighet. FN-konventionen har med symbolen med en spårvagn från sidan. Den finns i ganska många länder, om än sällsynt i vissa länder eftersom det inte finns spårväg i alla städer. 

### Järnvägskorsning med bommar
Denna skylt varnar om att vägen korsar en järnväg med bommar. Trots bommarna innebär detta att trafikanterna måste iaktta extra försiktighet. Signalerna kan i värsta fall vara ur funktion och ett tåg kan gå i hastigheter av upp till 200 km/h. En krock med ett tåg kan bli förödande. Det som ser ut som ett staket på skylten föreställer en grind som var föregångaren till dagens bommar på järnvägsövergångarna. Att skylten fortfarande har en grind är en kvarleva från förr, och grinden finns i konventionen. Den används i stort sett alla europeiska länder.

### Järnvägskorsning utan bommar
Denna skylt varnar om att vägen korsar en järnväg utan bommar. Det innebär att trafikanterna måste iaktta extra försiktighet. Eventuella signaler kan i vara ur funktion och ett tåg har en stor rörelseenergi. En krock med ett tåg kan bli förödande. Ångloket på skylten är en kvarleva från förr från den tid då det gick ånglok på järnvägarna. I Tyskland har man ändrat symbolen till ett elektriskt motorvagnståg. I nästan alla europeiska länder används ett ånglok, så även i FN-konventionen. Irland har ett märke med ett ånglok plus en ljussignal med två röda lampor. Dessutom finns där en speciell variant som betyder korsning utan aktiv varning. Utanför Europa finns lite av varje som varningsskylt.

### Avstånd till järnvägskorsning
Dessa skyltar talar om avståndet till järnvägen. Den skylt som trafikanten möter först är den skylt som har tre streck. Den sitter minst 150 meter från järnvägen. Nästa skylt med två streck sitter 100 meter från järnvägen och närmast järnvägen sitter skylten med ett streck som sitter 50 meter från järnvägen. FN-konventionen har med dem, dock utan att specificera avståndet exakt. De ska dock vara på 2/3 resp 1/3 av avståndet från den första skylten, som ska vara på "lämpligt avstånd" med hänsyn till hastighet och vägförhållanden. Sådana märken används i de flesta länder i Europa.

### Kryssmärke vid järnvägskorsning
Kryssmärket sitter direkt innan spårområdet vid en järnväg. De vänstra används när det är ett spår och de högra när det är flera spår. De övre kryssmärkena är de vanliga varianterna. De undre varianterna är ovanliga och sitter enbart på mycket smala eller krokiga vägar där det är trångt.
Bilderna visar de svenska varianterna. Enligt FN-konventionen ska kryssen ha en röd ram runt ett vitt eller gult område. Utseendet varierar ändå ganska mycket, som till exempel det tyska märket till höger.

### Övergångsställe
Denna skylt varnar om ett övergångsställe som finns längre fram på vägen. Den finns oftast på lite mer trafikerade vägar där obevakade övergångsställen förekommer. FN-skylten visar linjer längs övergångsställets gångväg, och så hade Sverige förr. Det ändrades till dagens tvärgående ränder eftersom övergångsställen ser ut så åtminstone i Sverige. Danmark, Finland, Frankrike, Norge, Tyskland och fler länder har Sveriges variant på linjerna (men med vit bakgrund). Medan Belgien, Polen (skylten i mitten), Österrike och några till har FN-varianten. 
Nederländerna och Portugal har dessutom en variant med en gående utan övergångsställe (skylten till höger), som används på ställen där gående korsar utan att det är övergångsställe. Man har nämligen i flera länder inklusive Sverige tagit bort vissa övergångsställen då man märkt att de gående ser sig för mycket bättre utan, vilket ger färre olyckor än om där hade varit övergångsställen.

### Barn
Denna skylt varnar om barn som kan finnas i närheten av vägen. Den är vanlig vid skolor och förskolor men finns också ofta uppsatt vid bostadsområden där det kan finnas barn nära vägen. Barn har ofta dålig uppfattning om faran i trafiken och därför bör trafikanterna alltid vara extra uppmärksamma.
På till exempel Sveriges, Belgiens, Storbritanniens, Norges, Danmarks, Finlands och FN:s variant går barnen rätt lugnt på skylten. I Tyskland, Nederländerna, Italien och Polen m.fl länder springer de. I Storbritannien, Cypern och Malta kommer de från vänster på grund av vänstertrafiken.

### Äldre
I några länder såsom Irland, Portugal och Storbritannien (men inte i FN-konventionen, eller Sverige) finns det en skylt som varnar för äldre personer. Det innebär att man bör sakta ned och låta de gående ta tid på sig att passera. 

### Djur
Dessa skyltar varnar för djur, både vilda och tama. Trafikanterna bör vara försiktiga. Att krocka med ett sådant djur är farligt. Varning för djur brukar anpassas till de djur som kan förväntas i omgivningarna. Särskilt att krocka med en älg kan vara förödande. De kan väga 800 kg och har oftast så långa ben att de brukar hamna i vindrutan vid en kollision.
Enligt FN:s Konvention om vägmärken och signaler kan valfritt djur förekomma, det djur som är farligt på platsen. Som exempel avbildas hjortdjur och ko i konventionen. Hjortmärket är ett vanligt märke i Europa. Komärket är i praktiken inte så vanligt eftersom kor och andra produktionsdjur ska hållas säkert inhägnade. Vanligast är att det förekommer där lantbrukare där regelmässigt föser kor över vägar, exempelvis mellan bete och mjölkning. Varningsskyltar för älg förekommer i Sverige, Estland, Finland, Norge och Ryssland. Bilderna visar bara ett urval av djurskyltar och exemplen är svenska. Andra djur än dessa är sällsynta inom Europa. Utanför Europa finns dock det skyltar med andra typer av djur, se Varningsmärken för djur.

Hjortdjur eller liknande
Kor
Älgar
Renar
Får
Hästar

### Cyklister och mopedförare på körbanan
Denna skylt varnar för korsande cykelväg. I Sverige får mopedister framförandes moped klass II köra på cykelbanor eller cykelfält (moped klass I, s.k. EU-moped får dock inte köra där). FN-konventionen har med skylten, man nämner i texten bara cyklister inte mopedister. I många länder får mopedister köra relativt fort men inte köra på cykelbanor. Danmark, Nederländerna, Ryssland, Storbritannien och Tyskland har en variant på skylten med bara en cykel utan en cyklist på.

### Korsande skidspår
Denna skylt varnar om att det finns ett korsande skidspår över vägen. Trafikanterna bör här vara försiktiga då skidåkare i vissa fall inte är medvetna om trafiken. Den sitter ofta uppsatt endast på vintern.
Skylten finns inte med i FN-konventionen. Den finns åtminstone i Sverige, Norge och Finland.

### Korsande ridväg
Denna skylt varnar om ridväg som finns i närheten eller på vägen. Trafikanterna bör då ta extra hänsyn då hästar kan bli farliga om de blir skrämda av trafiken. Trafikanterna ska heller inte tuta i närheten av en häst. Den är lätt att förväxla med skylten som enbart varnar för hästar.
Skylten finns inte med i FN-konventionen, men förekommer bl.a. i Danmark, Frankrike, Irland, Portugal, Storbritannien och Sverige.

### Lågt flygande flygplan
Denna skylt varnar om att lågt flygande flygplan kan flyga över vägen. Den förekommer oftast i närheten av flygplatser och flygfält. Skylten kan även förekomma nära vissa militära områden. Den finns i FN-konventionen. Planet kommer från höger i alla länder där skylten används. I vissa länder är det riktat svagt uppåt. I Ryssland är det riktat svagt nedåt så det nästan ser ut att störta.

### Farlig sidvind
|  |  |  |
|  |  |  |

Dessa skyltar varnar för sidvind från vänster respektive höger. De anger den vanligaste vindriktningen, även om det kan variera. Kraftiga vindar kan kännas obehagliga och för vissa större fordon kan de också vara farliga, till exempel husvagnsekipage. Den kan ofta förekomma på större broar där det kan förekomma kraftiga vindar. Den finns med i FN-konventionen, och i de flesta länder i Europa. Skylten finns även med på väderkartor för att indikera att det blir hård vind.

### Mötande trafik
|  |  |  |
|  |  |  |

Denna skylt som finns i nästan alla europeiska länder varnar om mötande trafik. Den förekommer ofta när en motorväg eller 2+1-väg tar slut. Den har också använts på motortrafikleder utan mitträcke, eftersom det förekommit att vissa förare trott att det varit mittremsa och 2 filer per riktning.
Skylten förekommer även om en gata som varit enkelriktad upphör att vara det och mötande trafik förekommer. FN-konventionen avbildar högertrafikversionen, men det finns en regel att vid vänstertrafik ska skyltar vara spegelvända om det är lämpligt. När Sverige före 3 september 1967 hade vänstertrafik var denna skylt spegelvänd, men byttes ut vid högertrafikomläggningen. Övriga länder med vänstertrafik har fortfarande denna skylt spegelvänd. Även Irland som dock har ruterformad skylt och text "TWO-WAY TRAFFIC" förutom pilarna. Storbritannien har också skylt med pilarna åt höger och vänster, som varnar när en dubbelriktad gata korsar en enkelriktad.

### Mittremsan slutar
|  |  |  |
|  |  |  |

Storbritannien, Irland och några länder till har en skylt besläktad med "Mötande trafik" som anger att mittremsan slutar, som visar två parallella vägar som går ihop till en. Irland har ruterformad skylt med samma symbol. I Irland finns det också fler ruterformade skyltar för körfältsförändringar. De flesta andra länder använder man ett fyrkantigt upplysningsmärke för det.

### Tunnel
Denna skylt varnar för en tunnel som finns längre fram på vägen. Den finns inte med i FN-konventionen. Den används åtminstone i Sverige, Danmark, Norge, Grekland, Ryssland och Storbritannien, men inte många fler länder. I konventionen finns det däremot ett upplysningsmärke med tunnel på. Se Lokaliseringsmärken.

### Kövarning
Denna skylt används där det är risk för köbildning i rusningstrafik. Den finns med i FN-konventionen. Den används i Sverige på en del ställen, främst i samband med elektroniska skyltar i stora städer. Den finns officiellt i åtskilliga länder, till exempel Sverige, Danmark, Nederländerna, Polen, Ryssland, Spanien och Tyskland.

### Olycka
Denna skylt finns inte med i  FN-konventionen. Den finns däremot i några andra europeiska länder, till exempel Frankrike, Luxemburg, Portugal, Polen och Sverige, med lite variation på utformningen. Den varnar för olyckor, och sätts upp tillfälligt. Det finns i Nederländerna en likadan skylt som betyder risk för olyckor, farlig väg.

### Reducerad sikt
Denna skylt, som visar en bil som det regnar på, används där det är förhöjd risk för reducerad sikt på grund av regn, dimma och liknande. Den finns inte med i FN-konventionen, men används i vissa länder såsom Nederländerna, Luxemburg, Portugal och Spanien.

### Speciella brittiska skyltar

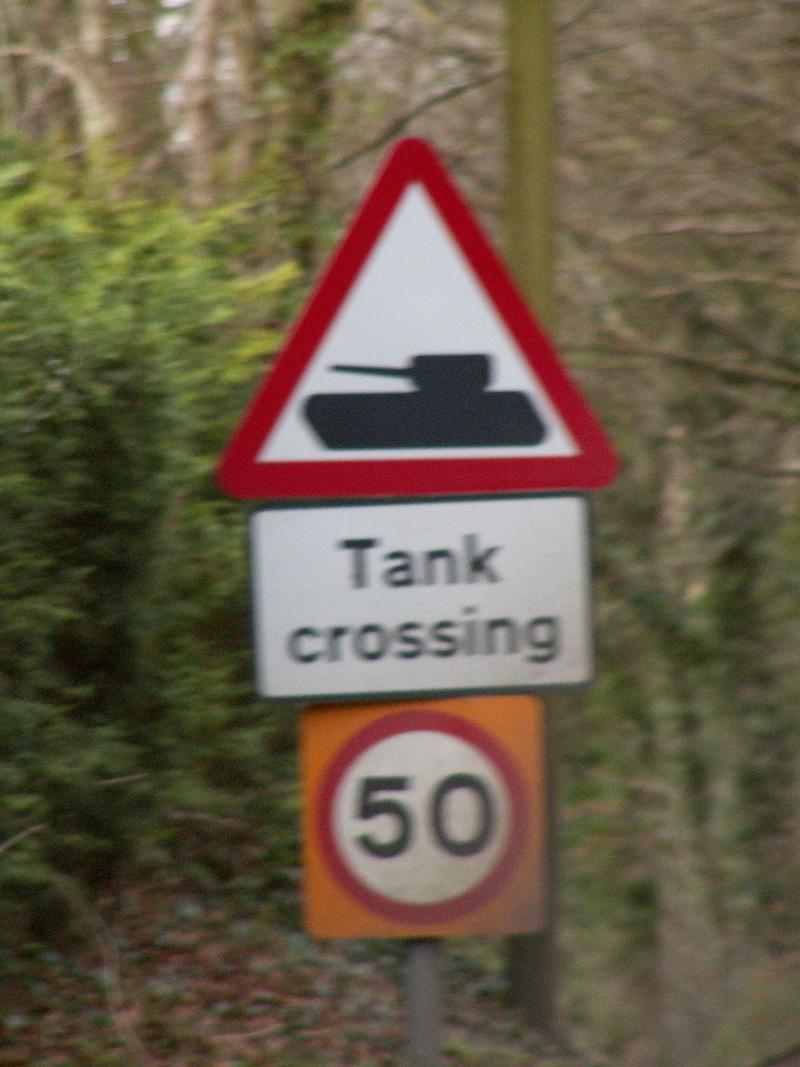
Brittiskt varningsmärke för stridsvagnar.

I Storbritannien finns det några unika varningsmärken. 
- Tillgänglig höjd över vägen. Används där höjden är lägre mot sidan av vägen, annars finns det ett vanligt förbudsmärke också.
- Säker höjd över vägen vid en elledning.
- Puckelbro, bro med hög puckel i mitten.
- Risk att ta i marken. Puckel där fordon med långt axelavstånd kan ta i marken.
- Korsande dubbelriktad väg. (Se märket för mötande trafik).
- Stridsvagn. De väger mycket och en kollision med en sådan kan bli förödande för dem som åker bil.

Som alla andra brittiska varningsmärken är de triangelformade med vit bakgrund.

### Annan fara
När symbol för faran saknas används denna skylt. Denna skylt är då alltid kompletterad med en tilläggstavla under, som talar om vad faran gäller (till exempel "Utfart"). I de flesta länder är det ett utropstecken på denna skylt, liksom i FN-konventionen. I Sverige är det utan prick. Tidigare saknades pricken också i många andra länder i Europa, till exempel Italien, Finland, Danmark, Tyskland och Spanien. Texten på tilläggstavlan är på landets språk, svenska i Sverige. I USA har man ruterformade skyltar med texten direkt i skylten.

### Annan fara: För din säkerhet Led cykeln

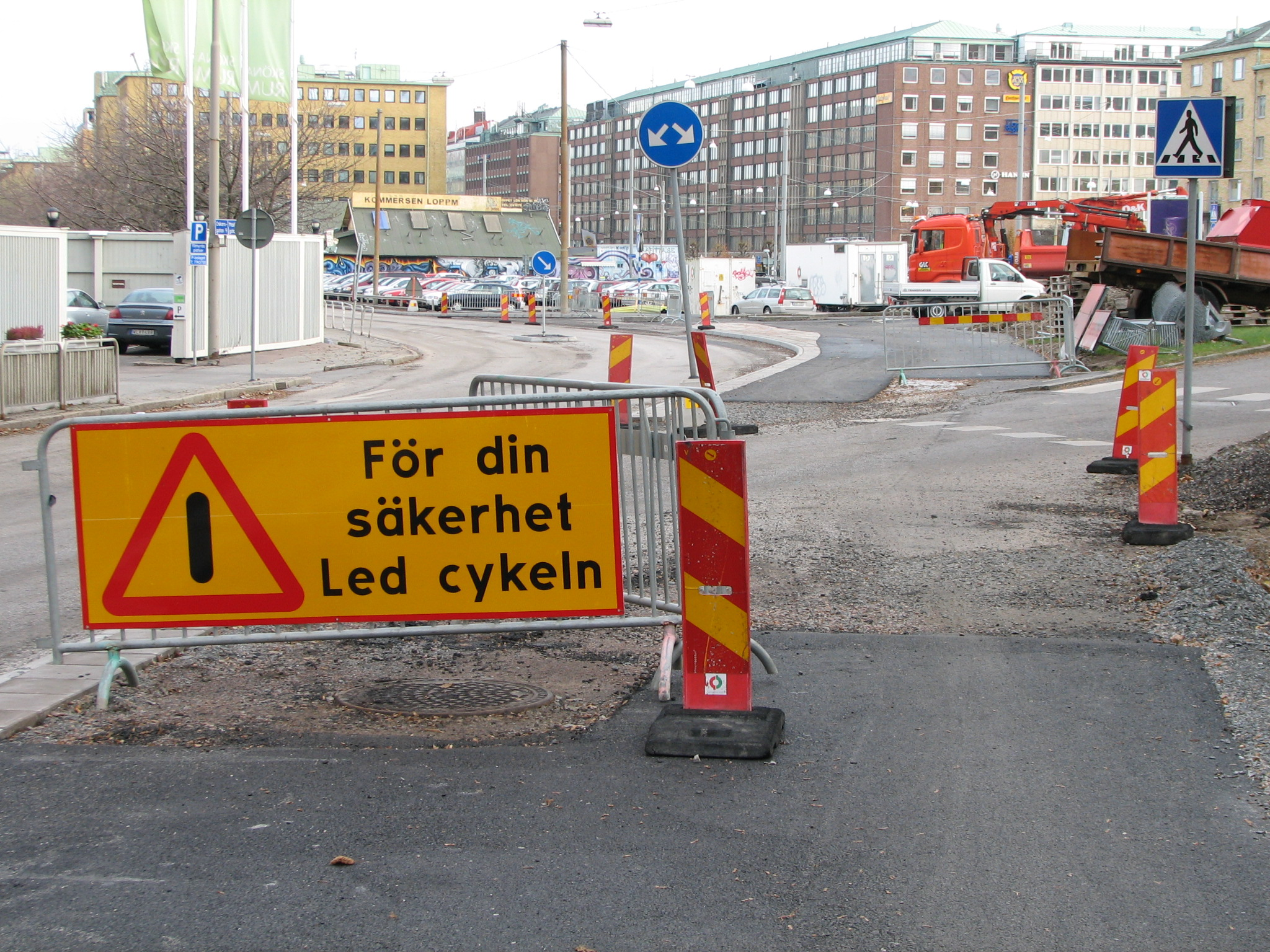

I vissa svenska kommuner förekommer ett varningsmärke i kombination med texten "För din säkerhet Led cykeln". Det används i samband med belamring av gång- eller cykelbana, ofta när de två trafikslagen därvid inte säkert kan hållas åtskilda. Belamringen utgörs vanligen av vägarbete, byggnadsställning eller tillfälligt upplag för sådan verksamhet.
Juridiskt sett är skylten bara en rekommendation, men samtidigt ett sätt för väghållaren och entreprenören att undvika ansvar om cyklisten skadas vid körning över kanter, kablar, lösa föremål och liknande.
Det finns kritik mot alltför lättvindig användning av denna skylt:
- Trafikkontoret Göteborg: "Cyklister behandlas ofta ovarsamt vid tillfälliga avstängningar. Inte sällan lämnas anvisningar eller rekommendationer om att de ska leda sin cykel."[2]
- Trafikkontoret Stockholm: "I samband med vägarbeten ska principen vara att cykeltrafiken ska tas om hand med samma ambitionsnivå som biltrafiken. Man kan inte förutsätta att cyklisten stiger av cykeln och blir gångtrafikant när det blir besvärligt."[3]